# تندیس زئوس در المپیا
تندیس زئوس خدای یونان در المپیا یکی از عظیم‌ترین تندیسهای جهان و از عجایب هفت‌گانهٔ دنیای قدیم بوده‌است. در دوران باستان المپیا مرکز مذهبی در جنوب غربی یونان بوده‌است. یونانیان باستان زئوس پادشاه خدایان را می‌پرستیدند و در زمان‌های مشخص به افتخار او جشن‌هایی برپا می‌کردند. در این جشن‌ها مسابقات ورزشی هم انجام می‌شد. تا آن‌جا که در تاریخ ثبت شده، نخستین بازی‌های المپیک در سال ۷۷۶ پیش از میلاد برگزار شده‌است و تا سال ۳۹۳ پس از میلاد یا تا سال ۴۲۶ پس از میلاد همچنان بازی‌ها برگزار می‌شد. برای مردمان دنیای قدیم این بازی‌ها خیلی مهم بودند؛ چندان‌که در زمان برگزاری مسابقات جنگ‌ها متوقف می‌شد تا شرکت کنندگان و تماشاگران بتوانند به آسانی خود را به محل مسابقات برسانند.

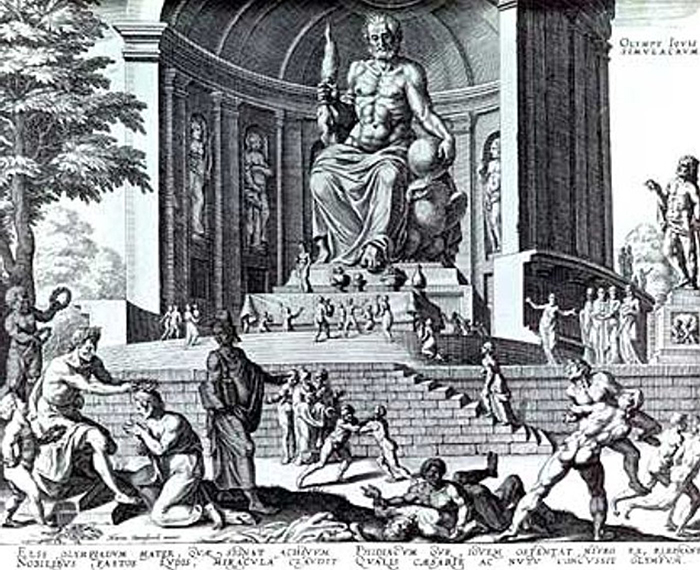
پیکرهٔ زئوس فیدیاس آتنی، در حدود سال ۴۳۵ پیش از میلاد، این تندیس ۱۲ متری را ساخته و زینت معبد زئوس در المپیا کرد. این تندیس که یکی از عجایب هفتگانهٔ دنیای قدیم شناخته می‌شد، بعدها دزدیده شد. تصویر فوق نقاشی قرن ۱۶ از این تندیس است.

 در یونان قدیم و یونان باستان به امپراتور و فرمانروای خشکی ها که مسلط بر دریاها بود را زئوس نامیدند و از او تندیسی ساختند و در المپیا گذاشتند و نگهداری می کنند.

## معبد زئوس
تقریباً سه هزار سال پیش، المپیا، مرکز مذهبی در جنوب غربی یونان بود. یونانیان باستان زئوس پادشاه خدایان را می‌پرستیدند و در زمانهای مشخص به افتخار او جشن‌هایی بر پا می‌کردند. در این جشن‌ها مسابقات ورزشی هم انجام می‌شد. از نظر ساکنان دنیای قدیم این بازی‌ها خیلی مهم بودند، چندان که در زمان برگزاری مسابقات، جنگ‌ها متوقف می‌شد تا شرکت کنندگان و تماشاگران به آسانی خود را به محل مسابقات برسانند.
۲۵۰۰ سال قبل، شهروندان المپیا تصمیم گرفتند معبدی برای زئوس بسازند. ساختمان با شکوه این معبد بین سال‌های ۴۷۰ تا ۴۵۶ پیش از میلاد به دست یک معمار محلی بنا شد. این معبد شش‌گوش با سنگهای آهکی بزرگی که ستون‌های تو پُر و بزرگی آن‌ها را احاطه کرده بودند، ساخته شده بود و نمای آن توسط گچ تزیین شده بود. تا چند سال پس از پایان کار ساختمان معبد، تندیس مناسبی از زئوس در آن نبود. به همین دلیل تندیس‌سازی ماهر از آتن را برای ساختن تندیس زئوس انتخاب کردند.
مجسمه زئوس یکی از عظیم‌ترین مجسمه‌های جهان است. این اثر در ۴۵۰ سال قبل از میلاد توسط مجسمه‌ساز معروفی بنام فیدیاس ساخته شد این هنرمند همان کسی بود که مجسمه خدای آتنا را هم برای معبد پارتنون در آتن ساخت. ارتفاع مجسمه زئوس در حدود ۱۳ متر و سطح مجسمه ۱ متر بود. بدن این مجسمه را از عاج فیل و ردا و موها و ریشش را از طلا ساخته بودند. این اثر ارتفاعش چنان بود که با سقف معبد زئوس برخورد می‌کرد. فیدیاس با این کار می‌خواست اقتدار و نیرومندی زئوس را نشان دهد. مجسمه زئوس در معبد زئوس که طول آن به ۶۴ متر می‌رسید قرار داشت. ۷۲ ستون خارجی این معبد که به سبک معماری قدیم یونان بودند این معبد را دارای معماری خیره‌کننده ای کرده بودند. سنگفرش آن نیز با مجسمه‌های بی نظیری تزیین گشته بود. مجسمه زئوس در حدود ۸۵۰ سال در این معبد قرار داشت تا هنگامی‌که بعضی از یونانی‌ها آن را به استانبول منتقل کردند. البته این زیاد طول نکشید، چرا که محل جدید نیز در آتش سوخت و این مجسمه برای همیشه از بین رفت.

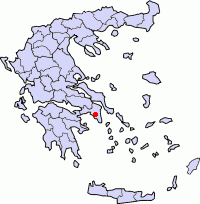
محل آتن در نقشه یونان.

## ساختمان تندیس
تندیس‌ساز فیدیاس بود که قبلآ نیز تندیس‌هایی با شکوه از الهه آتنا ساخته بود. فیدیاس و کارگرانش در ابتدا داربستی چوبی را به عنوان اسکلت تندیس برپا کردند. سپس اسکلت چوبی را با صفحاتی از عاج به عنوان پوست آن پوشانیدند و صفحاتی از طلا را برای لباس‌های آن به کار بردند. در پایان کار همه جای تندیس پوشیده شده بود و آن قالب تو خالی به تندیسی تو پُر شبیه شده بود.
مجسمه زئوس با ارتفاعی در حدود ۱۳ متر (۳۹ پا) یکی از عجایب هفتگانه جهان باستان به‌شمار می‌آید که هرودوت، مورخ معروف یونانی آن را در فهرست خود آورده‌است. بنا به گفتهٔ وی، این مجسمه در ۱۵۰ کیلومتری غرب آتن و در معبدی در شهر المپیا واقع شده بود. المپیا شهری در کشور یونان می‌باشد که اولین بازی‌های المپیک در آنجا جشن گرفته می‌شده. مجسمهٔ زئوس توسط پیکر تراش یونانی با نام فیدیاس _سازندهٔ مجسمهٔ آتنا در پارتونون_ و به افتخار پادشاهی خدایان یونانی ساخته شده‌است. این مجسمه مدت‌ها به عنوان معروف‌ترین مجسمهٔ یونان بشمار می‌رفت. جنس مجسمه از عاجی بود که رویش را روکشی از طلا احاطه کرده بود. مردمانی که زئوس را در قرن دوم قبل از میلاد دیده بودند وی را چنین توصیف کرده‌اند: زئوس نشسته بر تختی حیرت‌انگیز از چوب سدر است که با آبنوس، طلا و سنگ‌های قیمتی و عاج فیل تزیین داده شده. در طرف راست او نشانی از پیروزی و در طرف چپش عصایی سلطنتی قرار دارد که با فلزات و جواهرات قیمتی آراسته شده‌است که روی آن عقابی خودنمایی می‌کند. 
تخمین زده می‌شود معبدی که مجسمهٔ زئوس در آن قرار داشته بین ۲۵۶ تا ۲۶۶ سال قبل از میلاد توسط «لیبون» معمار یونانیِ زادهٔ اِلیس (شهری در نزدیکی المپیا) با سبک و سیاقی همانند پارتون آتن ساخته شده‌است. اما قطعه اصلی معبد که مد نظر ما نیز می‌باشد، مجسمهٔ زئوس است که در حدود سال ۴۳۲ میلادی توسط فیدیاس ساخته شده. یونانی‌ها بر این باور بودند که مجسمهٔ زئوس خدای مجسم آن‌ها است و به همین دلیل آن را بسیار چشمگیر و به سبک مجسمه‌های بزرگ آن زمان ساختند. بنا به روایات از فیدیاس دربارهٔ الهامی که به او شد تا مجسمهٔ باشکوه را بسازد سؤال کردند که آیا او نزد زئوس رفت یا زئوس از آسمان‌ها به نزد او آمد. در پاسخ به آنان فیدیاس گفت: “به وسیلهٔ الهامی که از یکی از نشانه‌های ایلیاد هومر گرفتم، پسر کرونوس با آن ابروهای سیاه پر پشتش سری به جانب من تکان داد که انگار تمام المپیا با این کارش به لرزه درآمد و با این کارش مرا مأمور ساخت این مجسمه کرد “. از آنجا که آب و هوای المپیا بسیار نمناک و مرطوب بود، مجسمه زئوس به مراقبت شدید نیاز داشت تا بر پیکرهٔ او هیچگونه خللی وارد نشود. به همین منظور فیدیاس خود مسئول نگهداری از مجسمه شد و هر بار با روغن مخصوصی باعث جلا دادن و سالم ماندن آن می‌شد.
دو نظریه راجع به تخریب مجسمه زئوس وجود دارد که هر دوی آن‌ها چندان قطعی و مسلم نمی‌باشند. طبق نظریهٔ «جورج آلدرنوس» مورخ بیزانسی، در زمان حمل این مجسمه به قسطنطنیه به علت بی احتیاطی نگهبانان، آتش بزرگی در کاروان به وقوع پیوست که باعث از بین رفتن مجسمه شد. روایت دیگری هم هست که می‌گوید این آتش در خود معبد زئوس شکل گرفت و مجسمه و معبد با هم به خاکستر تبدیل شدند. باستان شناسان بین سال‌های ۱۹۵۴_۱۹۵۷ در حفاری‌های خود وسایل و ابزارهایی را پیدا کردند «پاسانیو» این ادوات را متعلق به فیدیاس می‌دانست و دانشمندان با استفاده از همین ابزارها توانستند سن تقریبی مجسمه را حدس بزنند. در حال حاضر چندین مجسمه در سطح جهان وجود دارد که تداعی کنندهٔ زئوس المپیا می‌باشند به عنوان مثال مجسمهٔ آبراهام لینکلن در بنای یادبود لینکلن در واشینگتن دی سی. مجسمهٔ زئوس المپیا از حدود ۲۵۰۰ سال پیش تا به حال منبع الهام بسیاری از هنرمندان بوده‌است و در حال حاضر نیز جزو معروفترین مجسمه‌هایی است که تا به امروز توسط بشر ساخته شده‌است.

## نشستن بر تخت

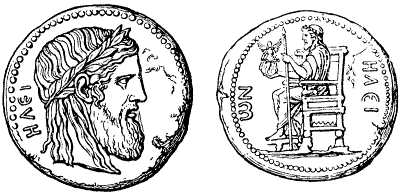
سکهٔ الیس که بر رویش زئوس بر تخت نشسته حک شده است

تندیس چنان بود که گویا زئوس بر تختی قیمتی نشسته است. بالاترین نقطه تندیس ۱۳ متر ارتفاع داشت که تقریباً نزدیک به سقف معبد بود. بینندگان چنان می‌پنداشتند که اگر زئوس بلند شود، سقف را از جای خود تکان خواهد داد. بر روی دیوارها سکوهایی ساخته شده بود تا مردم بتوانند بالا بروند و صورت تندیس را ببینند. فیدیاس در سال ۴۴۰ پیش از میلاد کار بر روی تندیس را آغاز کرد و در سال ۴۳۰ پیش از میلاد کار تندیس کامل شد و به مدّت ۸۰۰ سال به عنوان یکی از شگفت‌آورترین بناهای جهان شناخته شد. تاریخ ساخت تندیس بعد از کشف باقی‌مانده‌های آن در المپیای یونان در دههٔ ۱۹۵۰ تأیید شد.

## انتقال تندیس
در قرن اول پس از میلاد، یکی از امپراتوران رومی با نام کالیگولا تصمیم گرفت تندیس زئوس را به روم ببرد. گروهی از کارگران رومی برای این کار مأمور شدند؛ امّا با واژگون شدن داربست‌های ساخته شده توسط کارگران تلاش‌های او نقش بر آب شد. در سال ۳۹۱ میلادی امپراتور یونان درب‌های معبد را به روی همه بست و از رو به رو شدن مردم با معبد و مجسمه خودداری کرد. بعد از مدتی زلزله و باران آسیب‌های جدی به معبد زئوس وارد کرد. تا اینکه قبل از قرن پنجم میلادی یکی از ثروتمندان یونان مجسمه زئوس را از معبد به شهر کنستانتینوپل (استانبول امروزی) برد.
قرن‌ها پس از آن، با گسترش دین مسیح هنگامی‌که تئودوسیوس دوم در سال ۴۲۶ پس از میلاد پایان بازی‌های المپیک را اعلام کرد، دستور داد که همهٔ ساختمان‌های آن‌جا از جمله ورزشگاه و معبد زئوس را به آتش کشند. در سال ۵۲۲ میلادی، زلزله‌هایی تمام سرزمین المپیا را لرزاند و آنچه از این بناها باقی‌مانده بود، نابود ساخت. امروزه حتی یک ستون ایستاده هم در آن‌جا موجود نیست و از معبد باشکوه زئوس، تنها خرابه‌هایی برجاست.